# Butler (Missouri)
Pour les articles homonymes, voir Butler.
La ville de Butler est le siège du comté de Bates dans l'État du Missouri aux États-Unis.

## Démographie
Butler était peuplée, lors du recensement de 2000, de 4 209 habitants.

## Transports
Butler possède un aéroport (Butler Memorial Airport, code AITA : BUM).